# Легкий метрополітен

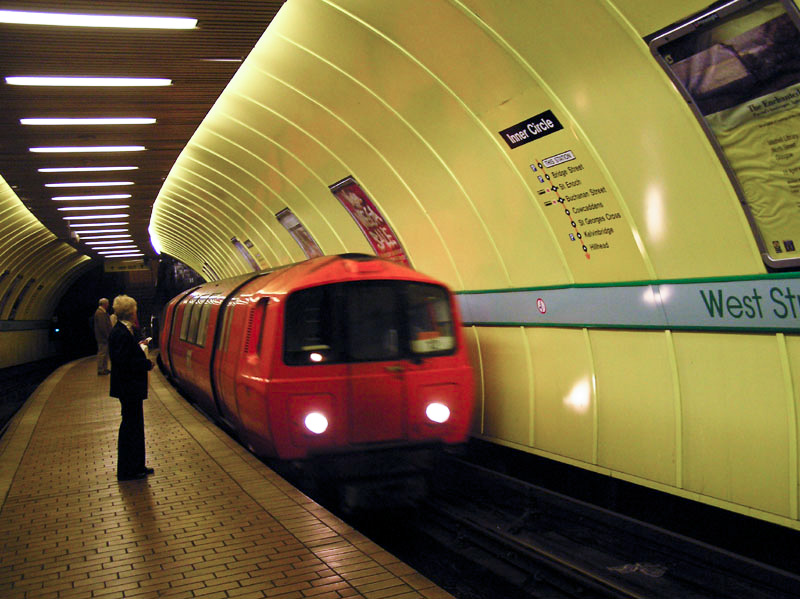
Малогабаритне метро в Глазго з незвично вузькою рейкою (1,22 м), тунелем (діаметром 3,35 м) і рухомим складом

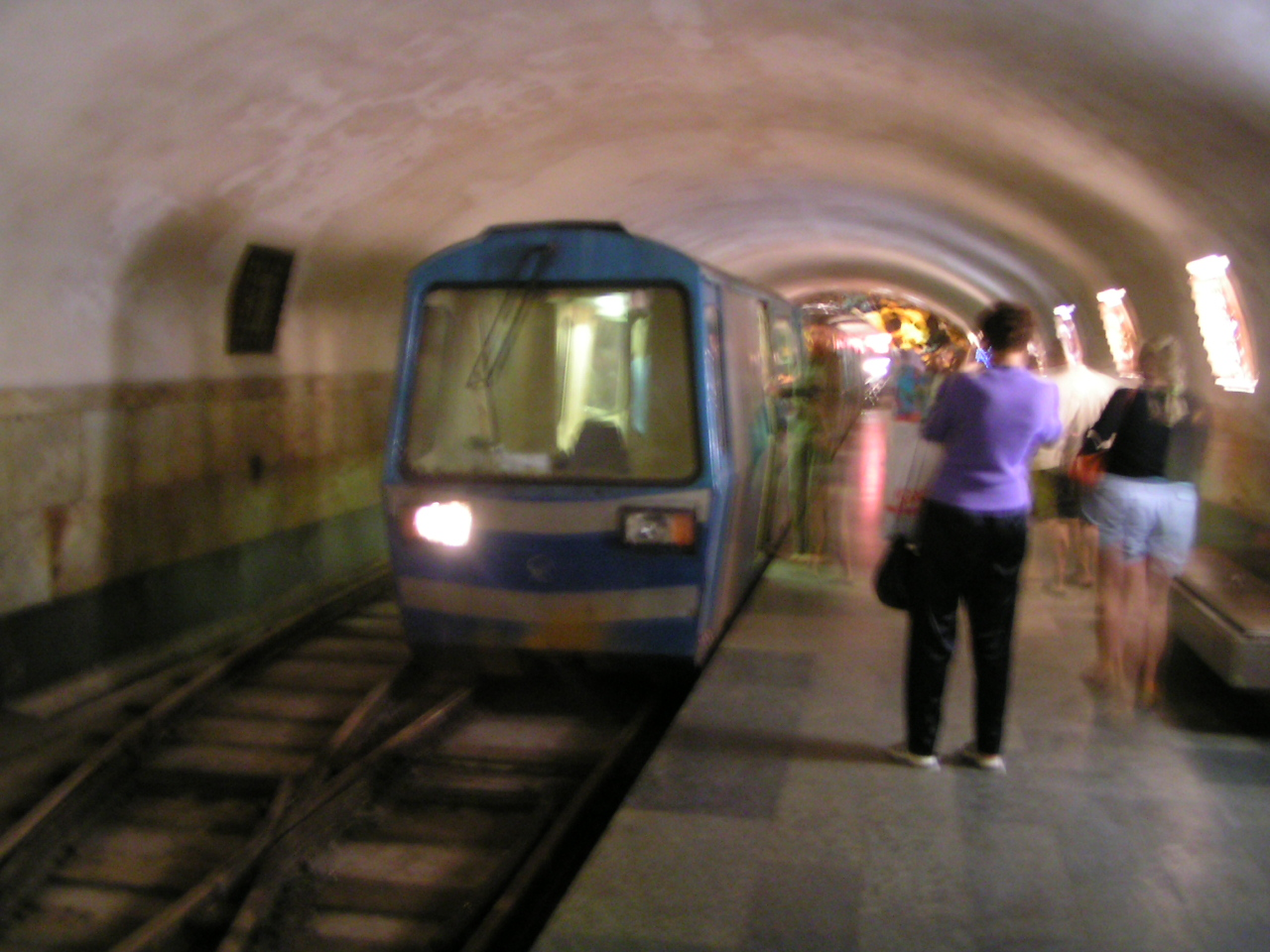
Надлегкий електропотяг «Турист» на станції Новоафонського міні-метро

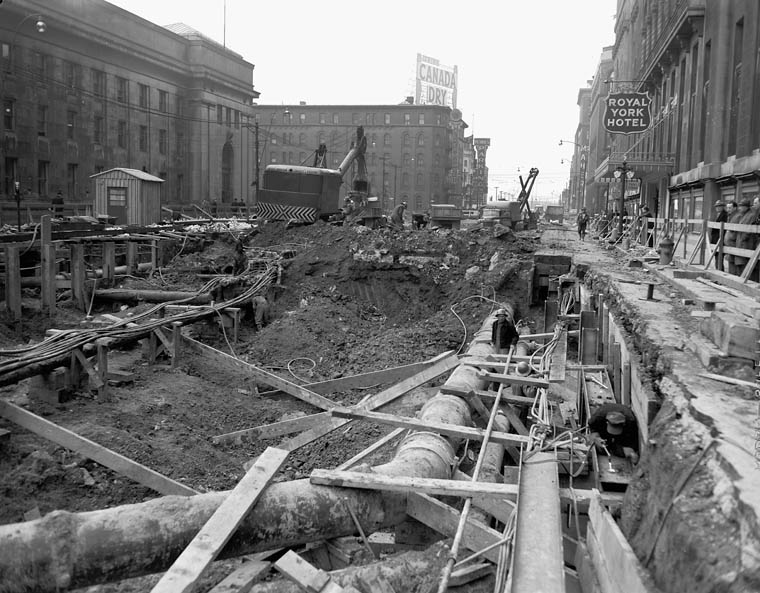
Будівництво метрополітену в Торонто в 1950 році. Перекопані вулиці — вади підземного метро

Легке метро (легкий метрополітен) — різновид легкорейкового транспорту, регулярний швидкісний позавуличний переважно наземний рейковий вид міського транспорту. Може займати пограничне положення з метротрамом.
У легкого метрополітену пасажиропотік не перевищує 15-25 тис. осіб на годину, лінії, як правило, розташовуються на поверхні або на естакадах і інколи мають невеликі тунельні ділянки (наприклад, на пересадкових вузлах, в центрі міста, на транспортних розв'язках), пересувний склад має габарити і маси менше залізничних, поїзди налічують 2-4 вагони, діаметр тунелів становить 4-5 метрів, в тунелях і над землею допустимі значні нахили і малі поворотні радіуси, платформи на станціях бувають завдовжки 50-90 метрів і шириною 5-8 метрів. Лінії легкого метрополітену часто є такими, що підвозять до аеропортів або до станцій звичайного метрополітену і лише в невеликих містах складають основу міської транспортної системи. Повністю або переважно підземне легке метро може мати назву «міні-метро».

## Переваги і недоліки легкого метро

### Переваги
- Будівництво наземних і надземних станцій і перегонів залізниць (найпростіших по конструкції) обходиться дешевше і займає менше часу в порівнянні з підземними. (За цінами 2006 року вартість 1 км підземного тунелю метро, побудованого відкритим способом, становить приблизно 50 млн доларів, а 1 км тунелю, побудованого закритим способом, близько 70-80 млн доларів. Вартість же спорудження одного кілометра легкого метрополітену зазвичай становить 15—25 млн доларів).
- Немає велетенських неохайних котлованів-довгобудів.
- Немає типових проблем з вентиляцією, пливунами (див. Розмив в Петербурзькому метрополітені) і дорогими і ненадійними ескалаторами.

### Вади
- Перетинання з автомобільними магістралями через що необхідно будувати великої вартості мости, естакади і тунелі для автотранспорту, а також використання надземного простору, на який також могли претендувати автомагістралі, — і унаслідок цих двох причин можливе погіршення пропускної спроможності міських вулиць і виникнення більшої кількості заторів, в першу чергу в «години пік»;
- Постійний шум;
- Холод і обмерзання платформ станцій взимку;
- Додаткові експлуатаційні витрати, у тому числі необхідність снігоприбирання і частого ремонту колії;
- Зіпсований ландшафт.

## Легке метро у різних країнах

### Україна
Існують проєкти легкого метро в:
- Одесі,
- Кременчуці
- Запоріжжі (див. Проєкт запорізького метрополітену),
- Львові (див. Львівський метрополітен),
- Києві,
- Ялті,
- Миколаєві.

### Росія
Перше (та єдине станом на 2011) легке метро в Росії було побудовано в Москві — Бутовська лінія легкого метро. Перша черга Бутовської лінії була побудована за два з половиною роки і відкрита 27 грудня 2003 року.
Планується будівництво другого в Росії легкого метро — Сочинського, а також проєктуються лінії легкого метро в Краснодарі, Воронежі, Ульяновську, Нижньому Новгороді, Новосибірську.

### Інші країни
Легке метро проєктується Бішкеку (див. Метрополітен Бішкека), Нур-Султані (див. Астанинський швидкісний трамвай).